# Groote Beek (beek bij Eindhoven)
De Groote Beek is een beek die ontspringt bij de spoorlijn ten noorden van Eindhoven op Landgoed De Grote Beek.
De Groote Beek liep vroeger anders dan nu. Hij ontsprong op landgoed De Wielewaal, stak de Oirschotse Dijk en de spoorlijn over naar Landgoed De Grote Beek. Vanwege vervuiling op het kazerneterrein is de beek omgeleid langs de Oirschotsedijk, Vredeoord en Boschdijk. Bij de hoofdingang van het landgoed komt deze tak ondergronds terug bij de oorspronkelijke loop. Deze zijtak loopt grotendeels ondergronds en door verdroging stelt hij niet veel meer voor.
De beek stroomt door de noordelijke woonwijken van Eindhoven. 
In de buurt Achtse Barrier-Gunterslaer komt een gegraven zijtak van de veel langere beek Ekkersrijt erbij.
Deze afwatering is in de jaren 50 aangelegd en verbreed tot een waterpartij die door de hele wijk loopt. In droge periodes stroomt bijna al het water van de Ekkersrijt hierlangs de Groote Beek in. Bij een stuw in de Bourgognelaan gaat de zijtak de diepte in en de samenvloeiing is ondergronds. Aan de overkant van de Huizingalaan komt de Groote Beek weer aan de oppervlakte en stroomt dan de Aanschotse Beemden in.
Bij het voormalige gehucht Aanschot, tegenwoordig industrieterrein Ekkersrijt, voegt de hoofdtak van de Ekkersrijt zich erbij. Ten oosten van de Petrus Bandenkerk te Son vloeit de Groote Beek in de Dommel.